# Cussy-les-Forges
Cussy-les-Forges är en kommun i departementet Yonne i regionen Bourgogne-Franche-Comté i norra Frankrike. Kommunen ligger i kantonen Guillon som tillhör arrondissementet Avallon. År 2022 hade Cussy-les-Forges 328 invånare.

## Befolkningsutveckling
Antalet invånare i kommunen Cussy-les-Forges
| Referens: INSEE |